# Nicolas Baudoin
Pour les articles homonymes, voir Baudouin.
Nicolas Baudoin, né le 16 février 1970 à Nice, est un footballeur français des années 1990 et 2000. Il évolue au poste de défenseur dans plusieurs clubs professionnels, principalement en Division 2, championnat qu'il remporte à deux reprises durant sa carrière. Il évolue également durant une saison en Ligue 1, avec La Berrichonne de Châteauroux.

## Biographie
Né le 16 février 1970 à Nice, Nicolas Baudoin joue à l'Entente Saint-Sylvestre Nice Nord, un club de quartier de l'agglomération niçoise, avant de rejoindre l'OGC Nice. Il débute chez les professionnels en Division 2 lors de la saison 1991-1992, et dispute alors deux rencontres de championnat sous les ordres de Jean-Noël Huck. Lors de l'exercice suivant, à l'issue duquel l'OGCN échoue à remonter dans l'élite, éliminé par le Stade rennais en barrages, Nicolas Baudoin est aligné à quinze reprises par son entraîneur Albert Emon.
À l'été 1993, Nicolas Baudoin rejoint le Stade de Vallauris, promu en National 1. Évoluant une saison sous les couleurs du club des Alpes-Maritimes, le défenseur y marque l'unique but de sa carrière professionnelle. La saison suivante, il retrouve la Division 2 en rejoignant l'Olympique d'Alès, et reste deux ans dans les rangs du club gardois, disputant 79 matchs de championnat sous les ordres de José Pasqualetti, mais la deuxième saison se termine sur une dernière place au classement, et une relégation à l'étage inférieur. Toutefois, recruté par La Berrichonne de Châteauroux, Nicolas Baudoin poursuit sa carrière en D2. Sous les ordres de Victor Zvunka, le club berrichon est sacré champion de France de Division 2 à l'issue de la saison 1996-1997, et monte pour la première fois de son histoire en première division. Aligné à quarante reprises en championnat par son entraîneur, Nicolas Baudoin prend une part active à cet événement historique pour son club. Lors de l'exercice 1997-1998, le défenseur découvre ainsi l'élite, et dispute vingt-deux rencontres à ce niveau.
Châteauroux retournant en Division 2 une saison plus tard, Nicolas Baudoin quitte le club en fin de contrat, et s'engage fin août 1998 avec l'En Avant de Guingamp en signant un contrat pour une saison. Lors de celle-ci, il participe au bon parcours costarmoricain en Coupe de France, le club guingampais étant éliminé en quart de finale par le FC Nantes, après avoir sorti le RC Strasbourg en seizièmes. Prolongeant son contrat, il participe la saison suivante à la remontée de l'En Avant de Guingamp en D1, sous la direction de Guy Lacombe. Mais Nicolas Baudoin n'a, alors, pas l'occasion de rejouer dans l'élite, étant transféré à l'été 2000 à l'AC Ajaccio. En Corse, il poursuit ainsi sa carrière durant deux ans, et met un terme à sa carrière professionnelle sur un deuxième titre de champion de France de D2, et une troisième montée dans l'élite. En mars 2002, il obtient le BEES 1er degré. Enfin, il évolue durant deux saisons au niveau amateur, en Gironde, avec le Lège-Cap-Ferret avec Jean-Pierre Papin, puis avec le FCB Arcachon où il est vainqueur de la Coupe d'Aquitaine. Il part ensuite à la JS Saint-Jean Beaulieu (Alpes-Maritimes) où il joue durant cinq saisons. Le club monte de PHB en DHR[réf. nécessaire].
À l'issue de sa carrière de joueur, il fonde Video Profile, une société proposant des résumés de match individualisés, et ayant comme clients plusieurs joueurs professionnels, ainsi qu'une quarantaine de clubs en Europe. Il a également été membre de l'équipe de France de footvolley, avec laquelle il dispute la Coupe du Monde (6e à Dubaï). Il s'investit également dans la promotion du footvolley,, et devient membre du comité directeur du district de la Côte d'Azur, responsable de la commission beach-soccer.
Il travaille maintenant pour MyCoach Football.

## Statistiques
| Saison                | Club                  | Championnat           | Championnat | Championnat | Coupe nationale | Coupe nationale | Coupe de la Ligue | Coupe de la Ligue | Total | Total |
| Saison                | Club                  | Division              | M.          | B.          | M.              | B.              | M.                | B.                | M.    | B.    |
| 1991-1992             | OGC Nice              | Division 2            | 2           | 0           | 0               | 0               | -                 | -                 | 2     | 0     |
| 1992-1993             | OGC Nice              | Division 2            | 15          | 0           | 0               | 0               | -                 | -                 | 15    | 0     |
| 1993-1994             | Stade de Vallauris    | National 1            | 8           | 1           | 0               | 0               | -                 | -                 | 8     | 1     |
| 1994-1995             | Olympique d'Alès      | Division 2            | 42          | 0           | 1               | 0               | 1                 | 0                 | 44    | 0     |
| 1995-1996             | Olympique d'Alès      | Division 2            | 37          | 0           | 0               | 0               | 1                 | 0                 | 38    | 0     |
| 1996-1997             | LB Châteauroux        | Division 2            | 40          | 0           | 1               | 0               | 1                 | 0                 | 42    | 0     |
| 1997-1998             | LB Châteauroux        | Division 1            | 22          | 0           | 1               | 0               | 1                 | 0                 | 24    | 0     |
| 1998-1999             | En Avant de Guingamp  | Division 2            | 25          | 0           | 4               | 0               | 1                 | 0                 | 30    | 0     |
| 1999-2000             | En Avant de Guingamp  | Division 2            | 22          | 0           | 1               | 0               | 1                 | 0                 | 24    | 0     |
| 2000-2001             | AC Ajaccio            | Division 2            | 27          | 0           | 0               | 0               | 0                 | 0                 | 27    | 0     |
| 2001-2002             | AC Ajaccio            | Division 2            | 7           | 0           | 0               | 0               | 0                 | 0                 | 7     | 0     |
| Total sur la carrière | Total sur la carrière | Total sur la carrière | 247         | 1           | 8               | 0               | 6                 | 0                 | 261   | 1     |

## Palmarès
- La Berrichonne de Châteauroux
  - Champion de Division 2 en 1997

- AC Ajaccio
  - Champion de Division 2 en 2002